# Hailee Steinfeld
Hailee Steinfeld (Tarzana, Los Ángeles, California; 11 de diciembre de 1996) es una actriz y cantante estadounidense. Tuvo algunos papeles en cortometrajes y series de televisión antes de interpretar a Mattie Ross en la adaptación de True Grit de los hermanos Coen, por la cual fue nominada al Óscar. 
Hailee Steinfeld ganó más prominencia por sus papeles principales en Ender's Game (2013), Romeo & Juliet (2013), Begin Again (2013) y 3 Days to Kill (2014). Interpretó a Emily Junk en la serie de películas Pitch Perfect (2015-2017) y a Nadine Franklin en The Edge of Seventeen (2016), la última de las cuales le valió una nominación al Globo de Oro a la mejor actriz de comedia cinematográfica o Musical. En 2018, Steinfeld interpretó el papel protagónico de Gwen Stacy / Spider-Woman en la película animada Spider-Man: Into the Spider-Verse y actuó como Charlie Watson en la película de acción Bumblebee, contribuyendo a la banda sonora de este último. De 2019 a 2021, interpretó a Emily Dickinson en la serie de comedia dramática de Apple TV+, Dickinson. Steinfeld también interpreta a Kate Bishop / Hawkeye en la serie de Disney+ del Universo cinematográfico de Marvel, Hawkeye.
Hailee Steinfeld hizo su gran avance en la música después de interpretar «Flashlight» en Pitch Perfect 2 (2015). Poco después firmó con Republic Records y lanzó su sencillo debut, «Love Myself». A esto le siguió su EP debut, Haiz (2015). Luego lanzó una serie de sencillos, incluido «Starving», una colaboración con Gray y Zedd, que alcanzó el puesto número 12 en la lista Billboard Hot 100, y «Let Me Go», una colaboración con Alesso, Florida Georgia Line y Andrew Watt, que alcanzó el puesto 14 en la lista Mainstream Top 40. En mayo de 2020, Hailee Steinfeld lanzó su segundo EP, Half Written Story, que fue apoyada por los sencillos «Wrong Direction» y «I Love You's».

## Primeros años
Hailee Steinfeld nació el 11 de diciembre de 1996 en el barrio de Tarzana de Los Ángeles, California, la menor de dos hijos de Cheri (de soltera Domasin), diseñadora de interiores, y Peter Steinfeld, entrenador personal. Tiene un hermano mayor, Griffin. Su tío paterno es el preparador físico y actor Jake Steinfeld, y su tío abuelo materno es el ex actor infantil Larry Domasin. Su prima hermana materna, la actriz True O'Brien, apareció en un comercial de televisión cuando Steinfeld tenía ocho años, lo que la inspiró a intentar actuar también.
El padre de Steinfeld es judío y su madre es cristiana. Su abuelo materno, Ricardo Domasin, era mitad filipino (de Panglao, Bohol) y mitad afroamericano. Steinfeld se crió en Agoura Hills y más tarde en Thousand Oaks, California, asistiendo a la Ascension Lutheran School, a la Conejo Elementary y Colina Middle School. Recibió educación en casa desde 2008 hasta su graduación de la escuela secundaria en junio de 2015.

## Carrera

### 2007-2015: Avance y reconocimiento crítico
Steinfeld empezó a actuar a los 10 años; Apareció en varios cortometrajes, incluido el papel de Talia Alden en la premiada She's a Fox. Steinfeld fue elegida para el papel de Mattie Ross en True Grit cuando tenía 13 años. La película se estrenó internacionalmente en diciembre de 2010; Richard Corliss de la revista Time calificó su actuación como una de las 10 mejores de 2010 y escribió que Steinfeld «ofrece un diálogo intenso como si fuera la lengua vernácula más fácil, mira fijamente a los malos y se gana los corazones. Es un verdadero regalo». Las reseñas de Roger Ebert, Los Angeles Times y Rolling Stone también fueron elogiosas. El papel le valió a Steinfeld una nominación en la 83.ª edición de los Premios Óscar al Premio Óscar a la mejor actriz de reparto; fue para Melissa Leo. En mayo de 2011, cinco meses después del lanzamiento de True Grit, fue elegida para ser la nueva cara de la marca de diseñador italiana Miu Miu.

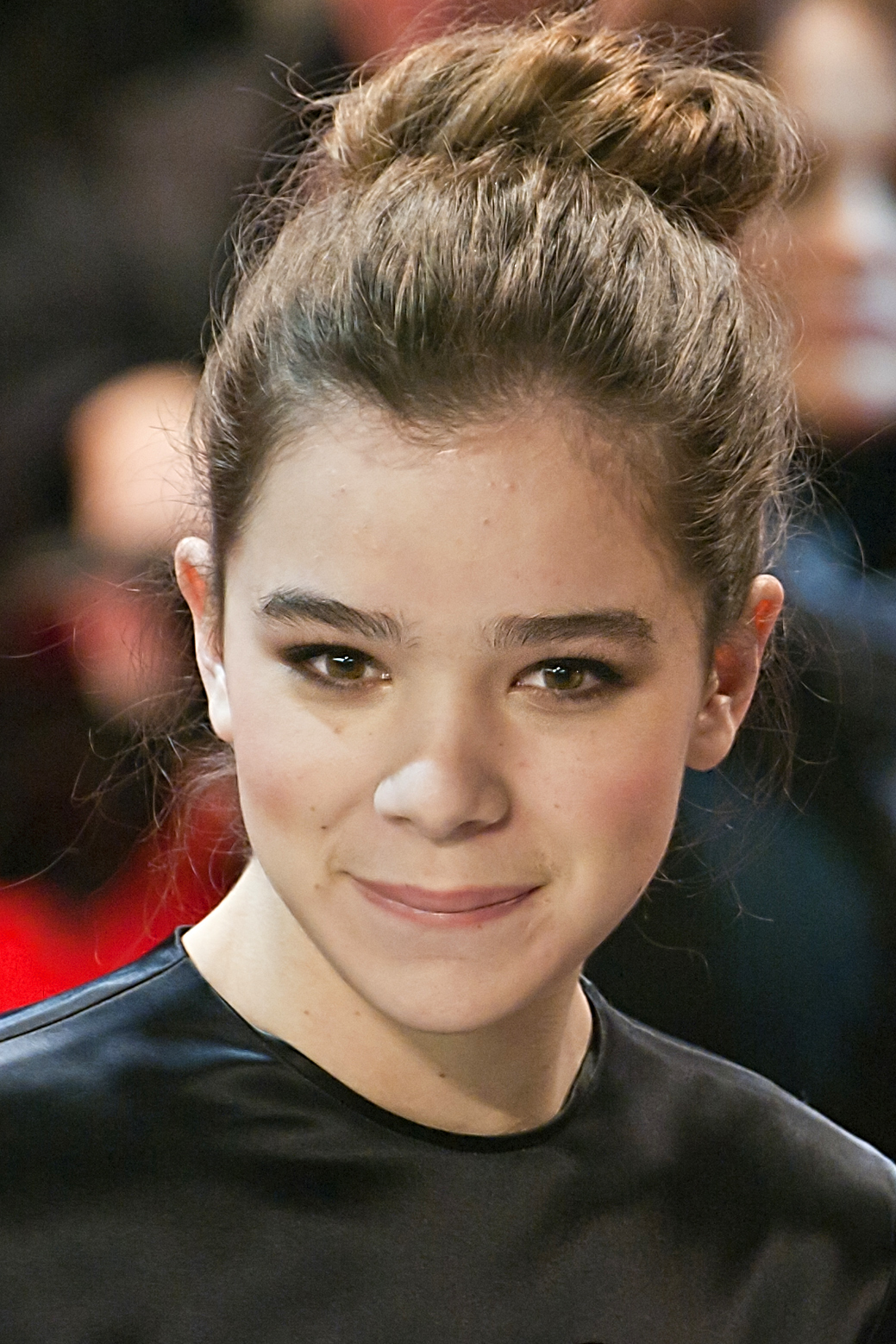
Steinfeld en el 61º Festival Internacional de Cine de Berlín en febrero de 2011.

En 2011, Steinfeld fue elegida a los 14 años para interpretar a Julieta en una adaptación de 2013 de Romeo and Juliet. El papel estaba pensado originalmente para una actriz de 22 años; Había preocupación por la desnudez en la película, pero su director explicó que cuando Steinfeld fue elegida, se cambió el guion para hacerlo apropiado para la edad. La película se estrenó en octubre de 2013 con malas críticas en los Estados Unidos e internacionalmente. Steinfeld interpretó a Petra Arkanian en Ender's Game, una película de ciencia ficción, acción y aventuras basada en el libro de Orson Scott Card. La película se estrenó el 1 de noviembre de 2013.
Steinfeld interpretó a Violet, una de las protagonistas del drama romántico Begin Again. La película tuvo un estreno limitado en los Estados Unidos el 27 de junio de 2014, recaudando 134.064 dólares en su primer fin de semana; se estrenó ampliamente el 11 de julio. Fue relanzado por The Weinstein Company el 29 de agosto. Paramount Pictures cerró un acuerdo en 2011 por los derechos cinematográficos de la novela Forgotten de Cat Patrick y anunció que interpretaría a London Lane en un proyecto que aún no se había filmado en 2015. En 2014, se anunció que Steinfeld interpretaría a Min Green en una adaptación cinematográfica del libro de comedia romántica de Daniel Handler Why We Broke Up, pero a partir de 2022, la película no había entrado en producción.
Steinfeld interpretó a Eliza junto a la coprotagonista de Ender's Game, Asa Butterfield, en la adaptación cinematográfica de Ten Thousand Saints, que se estrenó el 23 de enero de 2015 en el Festival de Cine de Sundance de 2015. Steinfeld fue elegida originalmente para interpretar el papel principal femenino en la película de 2015, For the Dogs, pero fue reemplazada por la actriz Emma Roberts. En la primavera de 2014, Steinfeld narró como la voz de Ana Frank para una exposición sobre Frank en el Museo de la Tolerancia. En octubre, fue elegida para interpretar a Hadley en The Statistical Probability of Love at First Sight, basada en la novela del mismo nombre de Jennifer E. Smith. Pero esa película aún no se había hecho a principios de 2022. Steinfeld fue anunciada en enero de 2015 como la estrella de la adaptación cinematográfica de Carrie Pilby, la novela para adultos jóvenes de Caren Lissner; ella abandonó el proyecto debido a conflictos de programación. En marzo, Steinfeld fue una de los actores de voz para el doblaje en inglés de la película animada japonesa When Marnie Was There. Steinfeld interpreta a Anna Sasaki junto a Kiernan Shipka como Marnie. En abril de 2015, Steinfeld fue elegida para un papel principal en Break My Heart 1000 Times, basada en la novela juvenil de Daniel Waters. Scott Speer iba a dirigir, pero la película no se ha realizado hasta 2022.
Steinfeld interpretó a Trinity en el vídeo musical de «Bad Blood» de Taylor Swift con Kendrick Lamar. El video se estrenó en la ceremonia de los Billboard Music Awards de 2015 el 17 de mayo de 2015 y ganó un premio MTV Video Music Award al video del año. Steinfeld protagonizó la película de lanzamiento limitado Barely Lethal. La película fue dirigida por Kyle Newman y se estrenó el 29 de mayo de 2015. Steinfeld coprotagonizó Pitch Perfect 2, junto a Anna Kendrick, Rebel Wilson y Elizabeth Banks, quien también dirigió. Tocó algunas de sus canciones para un representante de Republic Records en un evento en la ciudad de Nueva York y el sello la contrató. En mayo, Republic Records anunció el contrato discográfico y que Steinfeld estaba trabajando en su primer lanzamiento.

### 2015-2018: Actriz establecida,Haizy otros proyectos musicales

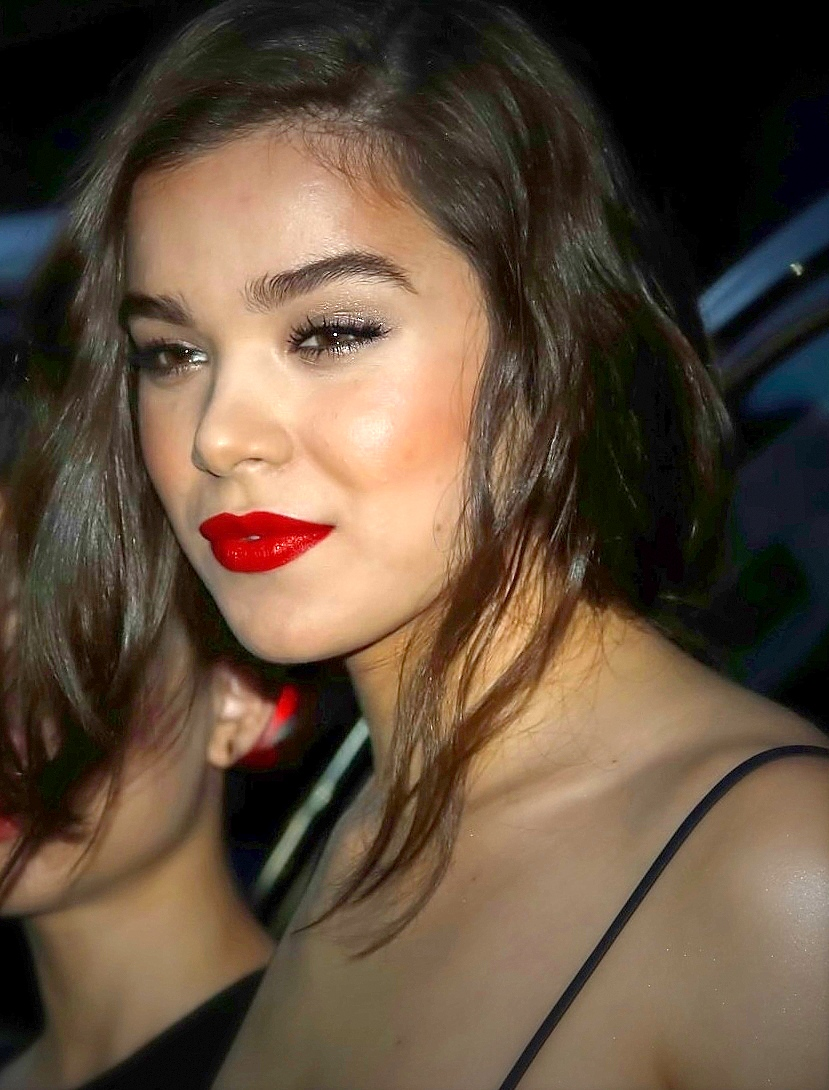
Steinfeld fotografiada en la Semana de la Moda de Nueva York en 2015.

En julio de 2015, Steinfeld y el cantante Shawn Mendes lanzaron una versión acústica del sencillo de Mendes, «Stitches». El mes siguiente, Steinfeld lanzó su sencillo debut, «Love Myself», con Republic Records. La canción atrajo la atención de los medios por su mensaje empoderador, así como por su letra sugerente que llevó a los medios a llamar la canción una «oda a la masturbación».
El EP debut de Steinfeld, Haiz (un apodo usado por sus fanáticos), se lanzó en noviembre de 2015. Haiz fue producida por Mattman & Robin y cuenta con los coguionistas Julia Michaels y Justin Tranter. El EP fue lanzado con críticas generalmente positivas. En febrero de 2016, Steinfeld lanzó una versión remezclada de «Rock Bottom», como segundo sencillo de la banda estadounidense de funk pop DNCE. El siguiente sencillo de Steinfeld, «Starving», fue lanzado en julio de 2016 con gran éxito de crítica. La canción es una colaboración con Gray con Zedd y se convirtió en su mayor éxito hasta la fecha, obteniendo platino en Italia, Nueva Zelanda, Suecia, Reino Unido y Estados Unidos, además de obtener doble platino en Australia y triple platino en Canadá.
En septiembre de 2016, Steinfeld interpretó el papel principal en The Edge of Seventeen, una comedia sobre la mayoría de edad coprotagonizada por Blake Jenner, Woody Harrelson y Kyra Sedgwick, y escrita y dirigida por Kelly Fremon Craig. La película se estrenó el 18 de noviembre de 2016 con críticas positivas; La actuación de Steinfeld fue elogiada y le valió una nominación al Globo de Oro.
A principios de 2017, Steinfeld apareció en dos canciones: «Show You Love» y «Digital Love». En marzo, Steinfeld apareció en el sencillo «At My Best» del rapero estadounidense Machine Gun Kelly extraído de su tercer álbum de estudio Bloom. Un mes después, Steinfeld lanzó su siguiente sencillo, «Most Girls». La canción recibió críticas positivas y alcanzó el puesto 58 en la lista Billboard Hot 100 en los Estados Unidos. Steinfeld interpretó la canción en vivo por primera vez en los Radio Disney Music Awards de 2017 el 29 de abril. Se lanzó un vídeo musical que recibió elogios por su mensaje de abrazar la individualidad. Steinfeld también repitió su papel de Emily Junk en Pitch Perfect 3 (2017). En septiembre de 2017, Steinfeld lanzó el sencillo «Let Me Go», una colaboración con el productor discográfico sueco Alesso con Florida Georgia Line y Andrew Watt, que alcanzó el puesto 14 en la lista Mainstream Top 40. Ese mismo mes apareció en el remix de «Plot Twist» de Marc E. Bassy.
El 12 de enero de 2018, Steinfeld lanzó «Capital Letters» para la banda sonora de la película Cincuenta sombras liberadas. La canción fue recibida con críticas positivas y alcanzó el puesto 12 en la lista de sencillos Bubbling Under Hot 100. En marzo de 2018, Steinfeld reveló que está «concluyendo» el trabajo de su álbum de estudio debut. Actuó en los Indonesian Choice Awards en Yakarta, Indonesia, el mes siguiente. Steinfeld luego presentó la canción «Colour» con MNEK el 1 de junio. En septiembre, apareció en el álbum de Logic, YSIV, en la canción «Ordinary Day» y en el álbum de Chic, It's About Time en la canción «Dance with Me».
A finales de 2018, Steinfeld protagonizó la película derivada de Transformers, Bumblebee y proporcionó la voz de Gwen Stacy/Spider-Woman en la película animada ganadora del Premio Óscar Spider-Man: Into the Spider-Verse. En noviembre, su canción «Back to Life» fue lanzada como sencillo de la banda sonora de Bumblebee. Ese mismo mes, presentó y actuó en los MTV Europe Music Awards de 2018 en Bilbao, España.

### 2019-2023:Half Written Storyy aclamación continua

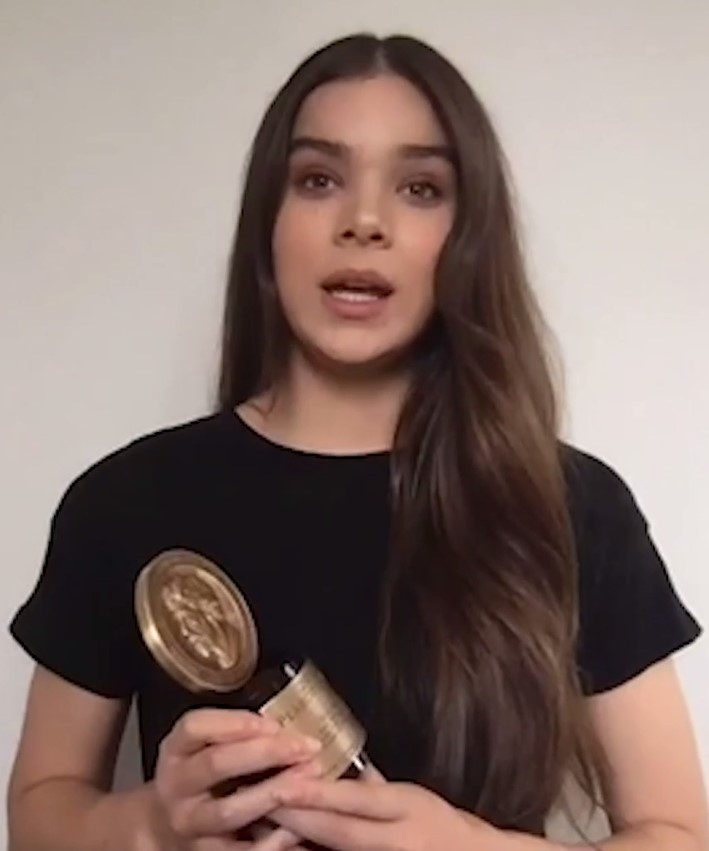
Steinfeld sosteniendo el premio Peabody recibido por Dickinson en 2020.

En enero de 2019, Steinfeld apareció en el remix de «Woke Up Late» de Drax Project. En agosto de 2019, Steinfeld apareció en el vídeo musical del sencillo «Graduation» de Benny Blanco y Juice Wrld. También apareció en un cameo como uno de los ángeles reclutados en la película de 2019 Charlie's Angels, y también apareció en Between Two Ferns: The Movie.
En diciembre de 2018, Steinfeld fue elegida para interpretar a Emily Dickinson en la serie de comedia de época Dickinson de Apple TV+. El programa se emitió el 1 de noviembre de 2019. Para promocionar el programa, Steinfeld lanzó «Afterlife», que apareció en el final de la primera temporada del programa. El programa duró tres temporadas hasta 2023. En 2020, el programa ganó un premio Peabody, lo que convirtió a Dickinson en el primer programa de Apple TV+ en ganar el prestigioso honor.
Steinfeld lanzó dos sencillos en 2020, «Wrong Direction» y «I Love You's». Las pistas actuaron como el primer y segundo sencillo, respectivamente, de su EP Half Written Story, que se lanzó el 8 de mayo de 2020. El EP recibió críticas mixtas y los críticos elogiaron la voz, la confianza y la vulnerabilidad de Steinfeld, pero criticaron la música. El 28 de mayo de 2020, Steinfeld lanzó un sencillo con el cantante taiwanés Chen Linong, titulado «Masterpiece».
En diciembre de 2020, Steinfeld fue elegida como Kate Bishop/Hawkeye en la serie Hawkeye de Disney+ del Universo cinematográfico de Marvel. El programa se estrenó el 24 de noviembre de 2021 y constaba de seis episodios. Su papel recibió críticas positivas de los críticos. Steinfeld retomará el papel en futuras películas, y señaló que ha firmado un contrato para múltiples proyectos. Steinfeld también expresó a Violet «Vi» en el programa animado para adultos Arcane que se lanzó el 20 de noviembre de 2021. El programa está ambientado en el universo de League of Legends. También se anunció una segunda temporada.
En abril de 2022, Steinfeld adelantó una canción titulada «Coast». Cumpliendo dos años desde la última vez que lanzó música, «Coast» se lanzó el 28 de julio de 2022 y fue un «sencillo eufórico, impulsado por guitarra y percusión», con el rapero estadounidense Anderson Paak. Un vídeo musical se estrenó en Facebook el 9 de noviembre de 2022. Se lanzó una versión acústica el 7 de diciembre de 2022. En marzo de 2023, Steinfeld lanzó «SunKissing», que Rolling Stone describió como un «gusano pop vibrante con acompañamiento de guitarra eléctrica».
En 2023, Steinfeld repitió su papel de voz como Gwen Stacy/Spider-Woman en Spider-Man: Across the Spider-Verse. Está lista para repetir el papel en su secuela, Spider-Man: Beyond the Spider-Verse.

## Recepción artística y mediática

### Estilos musicales y de actuación

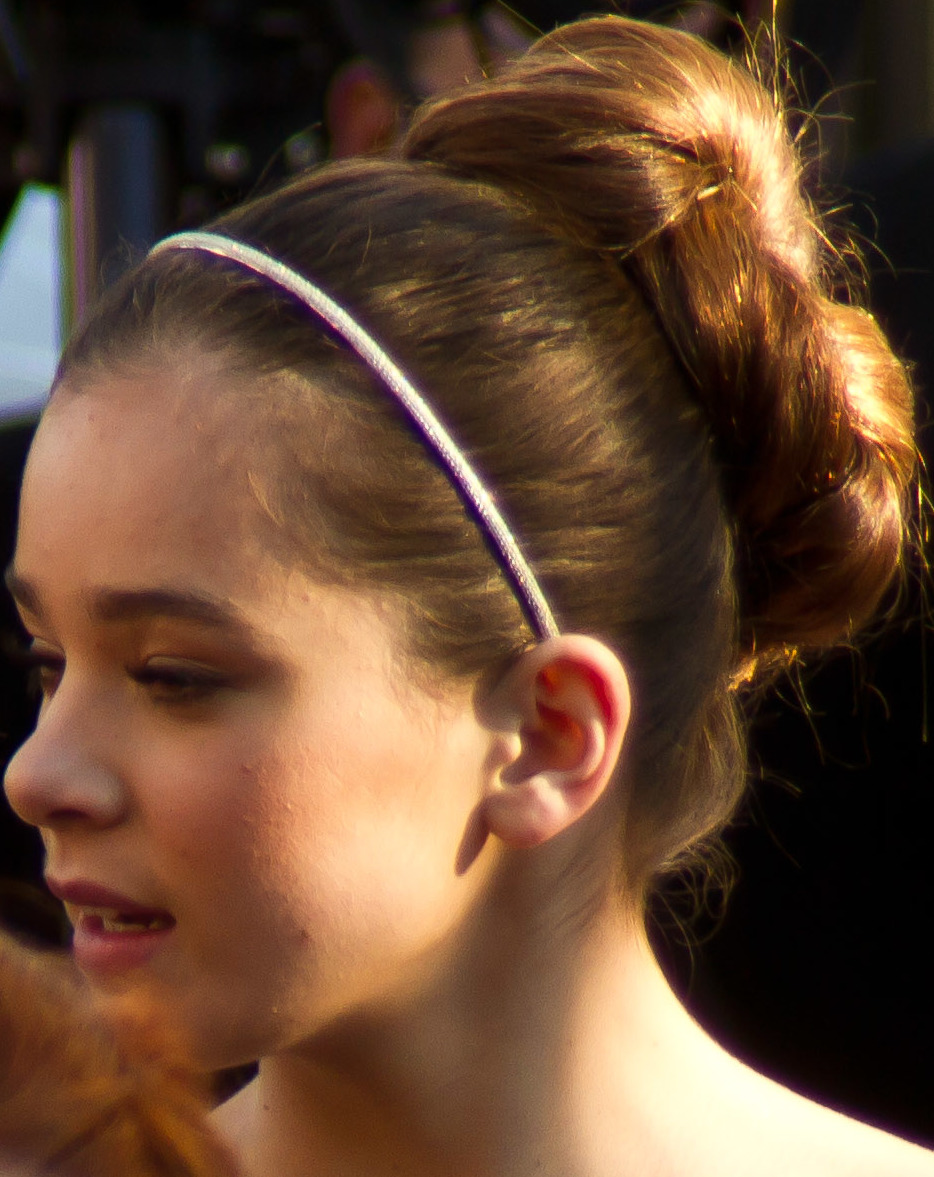
Steinfeld fotografiada en la 83.ª edición de los Premios Óscar, donde fue nominada a mejor actriz de reparto.

El escritor de la revista V, Dylan Kelly, llamó a Steinfeld una «artista de ambidestreza, que muestra supremacía en un impresionante repertorio de papeles en pantalla en cine y televisión», y dijo que «su destreza musical es de crecimiento personal melódico y sabiduría lírica y bondadosa».
Steinfeld dijo en una entrevista de 2016: «Con [mi] música, siento que puedo ser yo misma, contar mi propia historia y tomar mis experiencias de vida y no ponerlas en otra historia, sino en mis propias palabras». Continuó diciendo que «la música es una gran influencia en [su] actuación» y que las dos «se entrelazan». La escritora de Variety Natalie Weiner afirmó que Steinfeld ha estado inyectando durante mucho tiempo «una vaga noción de empoderamiento femenino [...] en su música». El amor propio es un tema común que Steinfeld ha analizado en su música.
Steinfeld ha declarado que espera ser recordada como «una artista que realmente se preocupaba por el arte». Continuó señalando que «las diferencias entre trabajar en un set de filmación y en un estudio son múltiples» y agregó que «le encanta la libertad de hacer música».

«Hay algo muy liberador en entrar a un estudio. No importa la hora del día, no importa lo que lleves puesto o si estás maquillado o no. Entras en una habitación con personas que amas y con las que te sientes cómodo, y puedes ser tú mismo y ser vulnerable, abrirte y hablar sobre experiencias. La magia sucede en esos momentos».

### Influencias
Steinfeld ha citado a Madonna y Rihanna como sus mayores influencias musicales. Otros artistas que Steinfeld ha citado como influencias incluyen a Britney Spears, Tori Kelly, Selena Gomez, Bruno Mars y Justin Timberlake. Steinfeld destacó su «fuerza, coraje y su capacidad para salir [...] y expresarse». También ha dicho que creció escuchando Boyz II Men y Luther Vandross debido al amor de su madre por ellos.

### Logros
En 2011, Steinfeld fue nominada a un Premio Óscar a la mejor actriz de reparto por su actuación en la película True Grit de 2010, convirtiéndola en una de las actrices más jóvenes en ser nominada en la categoría. También recibió nominaciones a un Premio BAFTA a la mejor actriz, un Premio del Sindicato de Actores y un Premio de la Crítica Cinematográfica a la mejor actriz de reparto por la misma película. En 2016, fue nominada al Globo de Oro a la mejor actriz por The Edge of Seventeen.
Steinfeld también ganó premios por su música, incluido un Billboard Music Award 2017 como Artista mejor cubierto por su canción «Most Girls». Su sencillo de 2015, «Love Myself», debutó en la lista Billboard Pop Songs en el puesto 27 (luego alcanzó el puesto 15), marcando el debut más alto para una artista solista en la lista en 17 años, desde «Torn» de Natalie Imbruglia en 1998. La canción pasó a ser certificada dos veces platino por la Recording Industry Association of America (RIAA). En 2020, «Most Girls» y la colaboración de Steinfeld, con Gray y Zedd titulada «Starving», fueron certificadas dos y cuatro veces platino, respectivamente, por la RIAA.

## Vida personal
Steinfeld comenzó a salir con el Instagrammer Cameron Smoller en 2016. Hicieron su debut público como pareja en una fiesta de los Globos de Oro a principios de 2017, pero se separaron en noviembre de 2017. Comenzó a salir con el cantante irlandés Niall Horan en diciembre de 2017 y rompió casi un año después. En mayo de 2023, Steinfeld comenzó a salir con el mariscal de campo de los Buffalo Bills, Josh Allen.En noviembre de 2024, Steinfeld y Josh anunciaron su compromiso mediante Instagram  Y el 31 de Mayo de 2025, Steinfeld y Allen se casaron en el Sur de California en una boda íntima

## Otros emprendimientos

### Avales
Aparte de sus proyectos en la industria de la actuación y la música, Steinfeld se ha embarcado en otras empresas. Ha estado involucrada en iniciativas de marketing a lo largo de su carrera y ha respaldado numerosas marcas, incluidas Prada, Balmain, y Louis Vuitton. En 2017, Steinfeld comenzó a representar a Reef Footwear y MISSION Activewear. En 2018, se lanzó su línea de gafas llamada Privé Revaux. En 2022, Steinfeld lanzó «Coast», que coincidió con la promoción de su nuevo papel como embajadora de marca de CORE Hydration, promocionando la campaña «Find Your Core» de la compañía.

## Filantropía
Steinfeld respaldó una variedad de organizaciones benéficas, incluidas numerosas organizaciones centradas en mejorar la vida de los niños. La lista de organizaciones benéficas respaldadas por ella incluye: «What's Your Mission?», una iniciativa benéfica con ropa misionera y una marca de accesorios, «No Kid Hungry», una organización benéfica que trabaja para erradicar el hambre infantil en los Estados Unidos, WE Movement, La Fundación Ryan Seacrest, la Fundación Make-A-Wish, y otras. En el set de True Grit, Steinfeld creó un «frasco de malas palabras»; Cada vez que alguien pronunciaba la palabra «joder», Steinfeld cobraba cinco dólares al perpetrador, mientras que otras vulgaridades valían un dólar. Como compensación, tenía que pagar 50 centavos si decía «me gusta». Ella afirmó que «lo igualó y lo donó todo a una fundación de Alzheimer».
Steinfeld ha hecho varias apariciones públicas durante eventos benéficos, como la Hot Pink Party 2014 de la Breast Cancer Foundation, la gira iHeartRadio Jingle Ball 2015 y el WE Day 2019 en California. En 2016, Steinfeld participó cantando «Santa Claus Is Coming to Town» con otros cantantes y celebridades. El sencillo recaudó dinero para ayudar a las personas sin hogar de la ciudad de Nueva York durante la temporada navideña a través de «Robin Hood», una organización de la ciudad de Nueva York que se centra en la lucha contra la pobreza.
Steinfeld, junto con el elenco de la serie de películas Pitch Perfect, se reunieron para grabar una versión a capella de la canción «Love On Top» de Beyoncé, que se lanzó en agosto de 2020. Las ganancias de la canción se destinaron a Unicef para ayudar a los niños en el Líbano y en todo el mundo.

## Filmografía

### Cine
| Año  | Título                                           | Papel                     | Notas             |
| ---- | ------------------------------------------------ | ------------------------- | ----------------- |
| 2008 | Heather: A Fairy Tale                            | Heather                   | Cortometraje      |
| 2009 | She's a Fox                                      | Talia Alden               | Cortometraje      |
| 2010 | Without Wings                                    | Allison                   | Cortometraje      |
| 2010 | Grand Cru                                        | Sophie                    | Cortometraje      |
| 2010 | True Grit                                        | Mattie Ross               |                   |
| 2013 | Hateship Loveship                                | Sabitha                   |                   |
| 2013 | Begin Again                                      | Violet                    |                   |
| 2013 | The Magic Bracelet                               | Angela                    | Cortometraje      |
| 2013 | Romeo y Julieta                                  | Julieta Capuleto          |                   |
| 2013 | El juego de Ender                                | Petra Arkanian            |                   |
| 2013 | Letters to Jackie: Remembering President Kennedy | Ella misma / Narradora    | Documental        |
| 2014 | Tres días para matar                             | Zooey Renner              |                   |
| 2014 | The Homesman                                     | Tabitha Hutchinson        |                   |
| 2014 | The Keeping Room                                 | Louise                    |                   |
| 2015 | Ten Thousand Saints                              | Eliza                     |                   |
| 2015 | El recuerdo de Marnie                            | Anna Sasaki (voz)         | Doblado en inglés |
| 2015 | Pitch Perfect 2                                  | Emily Junk                |                   |
| 2015 | Taylor Swift: The 1989 World Tour Live           | Ella misma                | Concierto en vivo |
| 2015 | Barely Lethal                                    | Megan Walsh               |                   |
| 2015 | Unity                                            | Narradora                 | Documental        |
| 2016 | Term Life                                        | Cate Barrow               |                   |
| 2016 | The Edge Of Seventeen                            | Nadine                    |                   |
| 2017 | Pitch Perfect 3                                  | Emily Junk                |                   |
| 2018 | Bumblebee                                        | Charlie Watson            |                   |
| 2018 | Spider-Man: Un nuevo universo                    | Gwen Stacy / Ghost-Spider | Voz               |
| 2019 | Between Two Ferns: The Movie                     | Ella misma                |                   |
| 2019 | Los ángeles de Charlie                           | Recluta de Angel          |                   |
| 2023 | Spider-Man: Across the Spider-Verse              | Gwen Stacy/Ghost-Spider   | Voz               |
| 2023 | The Marvels                                      | Kate Bishop / Hawkeye     | Cameo             |
| 2025 | Sinners                                          | Mary                      |                   |

### Televisión
| Año       | Título                    | Papel                 | Notas                             |
| --------- | ------------------------- | --------------------- | --------------------------------- |
| 2007      | Back to You               | Niña                  | Episodio: «Gracie's Bully»        |
| 2010      | Summer Camp               | Shayna Matson         | Telefilme                         |
| 2010      | Sons of Tucson            | Bethany               | Episodio: «Chicken Pox»           |
| 2019-2021 | Dickinson                 | Emily Dickinson       | Elenco principal                  |
| 2021-2024 | Arcane                    | Vi                    | Voz, 17 episodios                 |
| 2021      | Hawkeye                   | Kate Bishop / Hawkeye | Elenco principal                  |
| 2022      | Marvel Studios: Assembled | Ella misma            | Episodio: "The Making of Hawkeye" |
| 2024      | What If...?               | Kate Bishop / Hawkeye | Voz; Episodio: "What If... 1872?" |

## Discografía
Eps
- 2015: Haiz
- 2020: Half Written Story

## Premios y nominaciones
Premios Óscar
| Año  | Categoría      | Película  | Resultado |
| ---- | -------------- | --------- | --------- |
| 2011 | Mejor película | True Grit | Nominada  |

| Año  | Premio                                        | Categoría                | Obra      | Resultado | Ref.    |
| ---- | --------------------------------------------- | ------------------------ | --------- | --------- | ------- |
| 2010 | Austin Film Critics Association               | Best Supporting Actress  | True Grit | Ganadora  | [ 132 ] |
| 2010 | Chicago Film Critics Association              | Best Supporting Actress  | True Grit | Ganadora  | [ 133 ] |
| 2010 | Chicago Film Critics Association              | Most Promising Performer | True Grit | Nominada  | [ 133 ] |
| 2010 | Dallas–Fort Worth Film Critics Association    | Best Supporting Actress  | True Grit | Nominada  | [ 134 ] |
| 2010 | Houston Film Critics Society                  | Best Supporting Actress  | True Grit | Ganadora  | [ 135 ] |
| 2010 | Indiana Film Journalists Association          | Best Supporting Actress  | True Grit | Ganadora  | [ 136 ] |
| 2010 | Kansas City Film Critics Circle               | Best Supporting Actress  | True Grit | Ganadora  | [ 137 ] |
| 2010 | Las Vegas Film Critics Society                | Best Supporting Actress  | True Grit | Nominada  | [ 138 ] |
| 2010 | Las Vegas Film Critics Society                | Youth in Film            | True Grit | Ganadora  | [ 138 ] |
| 2010 | Phoenix Film Critics Society                  | Best Supporting Actress  | True Grit | Nominated | [ 139 ] |
| 2010 | Phoenix Film Critics Society                  | Youth in Film - Female   | True Grit | Ganadora  | [ 139 ] |
| 2010 | Phoenix Film Critics Society                  | Breakout Performance     | True Grit | Nominada  | [ 139 ] |
| 2010 | Southeastern Film Critics Association         | Best Supporting Actress  | True Grit | Ganadora  | [ 140 ] |
| 2010 | St. Louis Gateway Film Critics Association    | Best Supporting Actress  | True Grit | Nominada  | [ 141 ] |
| 2010 | Toronto Film Critics Association              | Best Supporting Actress  | True Grit | Ganadora  | [ 142 ] |
| 2010 | Utah Film Critics Association                 | Mejor Actriz             | True Grit | Nominada  | [ 143 ] |
| 2010 | Washington D.C. Area Film Critics Association | Best Supporting Actress  | True Grit | Nominada  | [ 144 ] |
| 2011 | Alliance of Women Film Journalists            | Best Supporting Actress  | True Grit | Ganadora  | [ 145 ] |
| 2011 | Alliance of Women Film Journalists            | Breakthrough Performance | True Grit | Nominada  | [ 145 ] |
| 2011 | British Academy Film Awards                   | Best Actress             | True Grit | Nominada  | [ 146 ] |
| 2011 | Central Ohio Film Critics Association         | Best Supporting Actress  | True Grit | Ganadora  | [ 147 ] |
| 2011 | Central Ohio Film Critics Association         | Breakthrough Film Artist | True Grit | Nominada  | [ 147 ] |
| 2011 | Critics' Choice Movie Awards                  | Best Supporting Actress  | True Grit | Nominada  | [ 148 ] |
| 2011 | Critics' Choice Movie Awards                  | Best Young Actor/Actress | True Grit | Ganadora  | [ 148 ] |
| 2011 | Dublin Film Critics' Circle                   | Mejor Actriz             | True Grit | Nominada  | [ 149 ] |
| 2011 | Dublin Film Critics' Circle                   | International Breakout   | True Grit | Nominada  | [ 149 ] |
| 2011 | Iowa Film Critics Association                 | Best Supporting Actress  | True Grit | Nominada  | [ 150 ] |
| 2011 | London Film Critics' Circle                   | Actriz del Año           | True Grit | Nominada  | [ 151 ] |
| 2011 | Online Film Critics Society                   | Best Supporting Actress  | True Grit | Ganadora  | [ 152 ] |
| 2011 | Online Film and Television Association        | Mejor Actriz             | True Grit | Nominada  | [ 153 ] |
| 2011 | Online Film and Television Association        | Best Youth Performance   | True Grit | Ganadora  | [ 153 ] |
| 2011 | Online Film and Television Association        | Best Female Breakout     | True Grit | Nominada  | [ 153 ] |
| 2011 | Screen Actors Guild Awards                    | Best Supporting Actress  | True Grit | Nominada  | [ 154 ] |
| 2011 | Vancouver Film Critics Circle                 | Best Supporting Actress  | True Grit | Ganadora  | [ 155 ] |